# Beach Boys’ Party!
(Recorded «Live» at a) Beach Boys’ Party! — десятый студийный альбом американской рок-группы The Beach Boys. Пластинка вышла в ноябре 1965 года на Capitol Records и заняла 6-е место в американском хит-параде журнала Billboard. Альбом включает хит-сингл «Barbara Ann».

## Обзор
У The Beach Boys в первой половине 1965 года уже вышло два альбома, и осенью Capitol Records ждали от группы новый материал (в предыдущем, 1964 году у ансамбля вышло четыре долгоиграющих пластинки). Брайану Уилсону пришла идея записать альбом в формате «вечеринки», в непринуждённой обстановке джем-сейшена, с минимум инструментов. Для придания праздничной атмосферы, были дополнительно наложены смех, разговоры и звон бокалов. В заголовке альбома было решено указать, что песни были записаны «в прямом эфире во время вечеринки» ансамбля.
Другой особенностью альбома является то, что все песни, за исключением одного попурри («I Get Around» / «Little Deuce Coupe»), являлись кавер-версиями. Пластинка включала три песни The Beatles: «I Should Have Known Better», «Tell Me Why» и «You’ve Got to Hide Your Love Away» (также была записана «Ticket to Ride», но в альбом она не вошла); «Hully Gully» группы The Olympics; «Papa-Oom-Mow-Mow» группы The Rivingtons (ранее вышла в концертном альбоме Beach Boys Concert); «Devoted to You» дуэта The Everly Brothers; «There’s No Other (Like My Baby)» Фила Спектора для группы The Crystals; «The Times They Are a-Changin’» Боба Дилана (также была записана «Blowin’ in the Wind», но в альбом не вошлa). «Barbara Ann» (в оригинале её исполняла группа The Regents) приобрела неожиданную популярность на радио, и было решено выпустить её синглом, который стал одним из самых крупных хитов The Beach Boys, заняв 2-е место. Среди песен, не попавших в альбом, были «(I Can’t Get No) Satisfaction» The Rolling Stones и «Riot in Cell Block#9» Лейбера — Столлера.
Несмотря на то, что продюсером пластинки был Брайан Уилсон, сам музыкант уже был вовлечён в работу над совершенно далёким от Beach Boys’ Party! материалом — будущим альбомом Pet Sounds.

## Список композиций
| №  | Название                            | Автор(ы)                                                  | Вокал                     | Длительность |
| -- | ----------------------------------- | --------------------------------------------------------- | ------------------------- | ------------ |
| 1. | «Hully Gully»                       | Фред Смит / Клифф Голдсмит                                | Майк Лав                  | 2:22         |
| 2. | «I Should Have Known Better»        | Леннон — Маккартни                                        | Карл Уилсон, Алан Джардин | 1:40         |
| 3. | «Tell Me Why»                       | Леннон — Маккартни                                        | А. Джардин, К. Уилсон     | 1:46         |
| 4. | «Papa-Oom-Mow-Mow»                  | Карл Уайт / Ал Фрезьер / Сонни Харрис / Тёрнер Уилсон-мл. | Брайан Уилсон, М. Лав     | 2:18         |
| 5. | «Mountain of Love»                  | Гарольд Дорман                                            | М. Лав                    | 2:51         |
| 6. | «You’ve Got to Hide Your Love Away» | Леннон — Маккартни                                        | Деннис Уилсон             | 2:56         |
| 7. | «Devoted to You»                    | Бодлё Брянт                                               | М. Лав, Б. Уилсон         | 2:13         |

| №  | Название                                    | Автор(ы)                             | Вокал                  | Длительность |
| -- | ------------------------------------------- | ------------------------------------ | ---------------------- | ------------ |
| 1. | «Alley Oop»                                 | Даллас Фразьер                       | М. Лав                 | 2:56         |
| 2. | «There’s No Other (Like My Baby)»           | Фил Спектор / Лерой Бейтс            | Б. Уилсон              | 3:05         |
| 3. | «Medley: I Get Around / Little Deuce Coupe» | Б. Уилсон / М. Лав / Роджер Кристиан | М. Лав                 | 3:12         |
| 4. | «The Times They Are a-Changin’»             | Боб Дилан                            | А. Джардин             | 2:23         |
| 5. | «Barbara Ann»                               | Фред Фассерт                         | Б. Уилсон, Дин Торренс | 3:23         |

В 1990 году альбом был переиздан на одном компакт-диске вместе с альбомом Stack-O-Tracks и включал дополнительные песни.

## Участники записи
- Майк Лав — вокал
- Брюс Джонстон — бас-гитара, вокал
- Карл Уилсон — соло-гитара, вокал
- Алан Джардин — ритм-гитара, вокал
- Брайан Уилсон — бас-гитара, пианино, бонго, вокал
- Деннис Уилсон — бонго, кастаньеты, вокал

## Альбомные синглы
- «Barbara Ann» / «Girl Don’t Tell Me» (Capitol 5561; 20 декабря 1965; #2)

## Кавер-версии
В 1989 году германская группа Blind Guardian записала кавер-версию песни «Barbara Ann» для своего альбома Follow the Blind.